# Dyscia trabucaria
Dyscia trabucaria är en fjärilsart som beskrevs av Charles Oberthür 1923. Dyscia trabucaria ingår i släktet Dyscia och familjen mätare. Inga underarter finns listade i Catalogue of Life.